# Lophoceros camurus
El toco pardo (Lophoceros camurus) es una especie de ave bucerotiforme de la familia Bucerotidae.

## Distribución
Se lo encuentra en Angola, Benín, Camerún, República Centroafricana, República del Congo, República Democrática del Congo, Costa de Marfil, Guinea Ecuatorial, Gabón, Ghana, Guinea, Liberia, Nigeria, Sierra Leona, Sudán del Sur, y Uganda.